# مناعة داخلية
المناعة الداخلية تشير إلى مجموعة من آليات الدفاع المضادة للفيروسات المستندة إلى أساس خلوي، وهي بروتينات لها رموز جينية بشكل واضح وتستهدف على وجه الخصوص الفيروسات القهقرية حقيقية النواة. وعلى العكس من مؤثرات المناعة التكيفية والفطرية، يتم وصف بروتينات المناعة الداخلية في العادة عند مستوى ثابت، حيث تسمح بتوقف العدوى الفيروسية بسرعة.

## الخلفية
تعرضت الكائنات حقيقية النواة لحالات عدوى فيروسية على مدار ملايين السنين. ويعكس تطور جهاز المناعة الفطري والتكيفي الأهمية الكبيرة لمكافحة العدوى. ومع ذلك، فقد أثبتت بعض الفيروسات أنها مميتة أو عنيدة ضد آليات المناعة التقليدية، مما أدى إلى تطوير آليات دفاع خلوية معينة بشكل جيني خاص لمكافحتها. وتتألف المناعة الداخلية من بروتينات تكون دومًا نشطة وتم تطويرها لحظر العدوى عن طريق فيروسات معيّنة أو أصنوفة فيروسية.
وتُعد معرفة المناعة الداخلية على أنها آلية دفاع قوية ضد الفيروسات اكتشافًا حديثًا، ولم تتم مناقشته بعد في معظم دورات أو كتب علم المناعة. وعلى الرغم من أن حد الحماية الذي تضمنه المناعة الداخلية ما يزال غير معروف، إلا أنه من الممكن أن تُعد المناعة الداخلية في نهاية الأمر فرعًا ثالثًا لنظام المناعة المعروف تقليديًا بأن له فرعين.

## العلاقة بنظام المناعة
تجمع المناعة الداخلية جوانب من الفرعين التقليديين لنظام المناعة، وهما المناعة التكيفية والطبيعية، لكنها مختلفة ديناميكيًا. وتتعرف المناعة الخلوية الطبيعية على العدوى الفيروسية باستخدام مستقبلات شبيهة بالناقوس (TLR) أو مستقبلات التعرّف على النمط (pattern recognition receptors)، والتي تستشعر أنماطًا جزيئية مرتبطة بعامل ممرض (PAMP)، والتي تطلق تعبيرًا جينيًا على شكل بروتينات غير محددة مضادة للفيروسات. إلا أن بروتينات المناعة الداخلية، تتسم بالدقة في كل من التعرّف على الفيروس وفي آلية التوهين الفيروسي. إلا أن نظام المناعة الداخلية لا يستجيب ـ مثل المناعة الطبيعية ـ بشكل مختلف عند تكرار العدوى عن طريق نفس العامل الممرض. أيضًا، مثل المناعة التكيفية، تتعامل المناعة الداخلية بشكل محدد مع نوع أو فئة منفردة من العوامل الممرضة، هي على وجه الخصوص الفيروسات القهقرية.
وعلى العكس من المناعة التكيفية والطبيعية، واللتان يجب أن تشعرا بالعدوى لكي تتم استثارتهما (ويمكن في حالة المناعة التكيفية أن يستغرق الأمر أسابيع لتكون فعالة)، يتم التعبير عن بروتينات المناعة الداخلية بشكل بنيوي وتكون جاهزة لإيقاف العدوى مباشرة عقب دخول الفيروس. ويُعد هذا الإجراء مهمًا على وجه الخصوص في حالات العدوى القهقرية لأن التكامل الفيروسي إلى الجينوم المضيف يحدث بسرعة بعد الدخول والانتساخ العكسي، ولا يمكن القضاء عليه إلى حد كبير.
ولأنه لا يمكن زيادة إنتاج البروتينات الوسيطة للمناعة الداخلية أثناء العدوى، فقد تصبح هذه الدفاعات مشبّعة ودون تأثير إذا أُصيبت خلية بمستوى مرتفع من الفيروسات.

## نشاطات بروتينات المناعة الداخلية المقبولة
- تريم فايف ألفا (TRIM5α) (نوع خماسي التضفير حافز للتفاعل من ألفا) هو أحد أكثر بروتينات المناعة الداخلية التي تمت دراستها بسبب علاقتها مع فيروس العوز المناعي البشري (HIV) وفيروس العوز المناعي القردي (SIV). ويتعرّف هذا البروتين الذي يتم التعبير عنه بنيويًا على بروتينات القفيصة (capsid) من القهقريات الداخلة، ويمنع إزالة فتح الغلاف الفيروسي والانتساخ العكسي من خلال آلية غير معروفة. ويستطيع نوع تريم فايف ألفا (TRIM5α) في النسناس الريسوسي التعرّف على عدوى فيروس العوز المناعي البشري ومنعها، بينما يمكن لبروتين تريم فايف ألفا (TRIM5α) البشري منع عدوى فيروس العوز المناعي القردي. ويساعد هذا التنوع على تفسير السبب في إصابة فيروس العوز المناعي البشري وفيروس العوز المناعي القردي للبشر والقرود على التوالي، وقد يمثل وباء مسبقًا لما نسميه الآن فيروس العوز المناعي البشري بين أسلاف النِّسْناس الرَّيسُوسيّ الحاليين.[2]
- APOBEC3G (الجيل الثالث من مركب تعديل صميم البروتين الشحمي)هو بروتين مناعة طبيعية آخر يتدخل في حالة العدوى بفيروس العوز المناعي البشري. APOBEC3G هو نازعة سيتيدين (cytidine deaminase) ضد الحمض النووي الريبوزي منقوص الأكسجين المفرد المحصور الذي يقدم طفرات تبادل في جينوم فيروس العوز المناعي البشري أثناء عملية الانتساخ العكسي عن طريق التغيير العشوائي للأزواج القاعدية (basepairs) السيتيدينية إلى يوراسيل (uracil). وعلى الرغم من ذلك، لن يمنع بالضرورة التكامل الفيروسي، ذلك أن الجينومات الفيروسية الناتجة من النسل تنتشر مع الطفرات لتظل حيّة. ويتم تعطيل التعبير APOBEC3G عن طريق بروتين HIV vif، مما يؤدي إلى بدء انحلاله من خلال نظام يوبيكتين (ubiquitin)/البروتوزوم. إذا ما تم تكوين طافرة حذف HIVΔvif، فإنها من الممكن أن تؤثر على أي خلية، إلا أنها ستنتج فيروسًا نسليًا غير قادر على الحياة بسبب عمل البروتين APOBEC3G.[3]

تم اكتشاف بروتينات مناعة داخلية أخرى تحظر فيروس ابيضاض الدم الفاري (MLV) وفيروس هربس بسيط (HSV) والفيروس المضخم للخلايا البشرية (HCMV). في كثير من الحالات، مثل APOBEC3G أعلاه، قامت الفيروسات بتطوير آليات لتعطيل عمل هذه البروتينات. وهناك مثال آخر يكمن في البروتين الخلوي داكس (Daxx)، الذي يثبط المعزز الفيروسي، إلا أنه ينحل عن طريق بروتين HCMV نشط في مرحلة مبكرة من العدوى.